# Uuttoq
Uuttoq - Kaali på sælfangst er en børnefilm instrueret af Tørk Haxthausen efter manuskript af Tørk Haxthausen.

## Handling
Uuttoq betyder en sæl, der er kravlet op på isen for at slikke solskin - og det er sådan en, drengen Kaali er taget ud for at fange sammen med sin far. Filmen, som er for børn, fortæller om fangsten og om hjemturen til den lille bygd, hvor sælen bruges fra inderst til yderst. Egnet til børn fra 5 år.